# Суха (Поддембицький повіт)
Суха (пол. Sucha) — село в Польщі, у гміні Вартковиці Поддембицького повіту Лодзинського воєводства.
Населення — 136 осіб (2011).
У 1975-1998 роках село належало до Серадзького воєводства.

## Демографія
Демографічна структура станом на 31 березня 2011 року:
|          | Загалом | Допрацездатний вік | Працездатний вік | Постпрацездатний вік |
| -------- | ------- | ------------------ | ---------------- | -------------------- |
| Чоловіки | 75      | 19                 | 44               | 12                   |
| Жінки    | 61      | 9                  | 36               | 16                   |
| Разом    | 136     | 28                 | 80               | 28                   |